# Anumeta eberti
Anumeta eberti är en fjärilsart som beskrevs av Edward P. Wiltshire 1961. Anumeta eberti ingår i släktet Anumeta och familjen nattflyn. Inga underarter finns listade i Catalogue of Life.